# 부사관

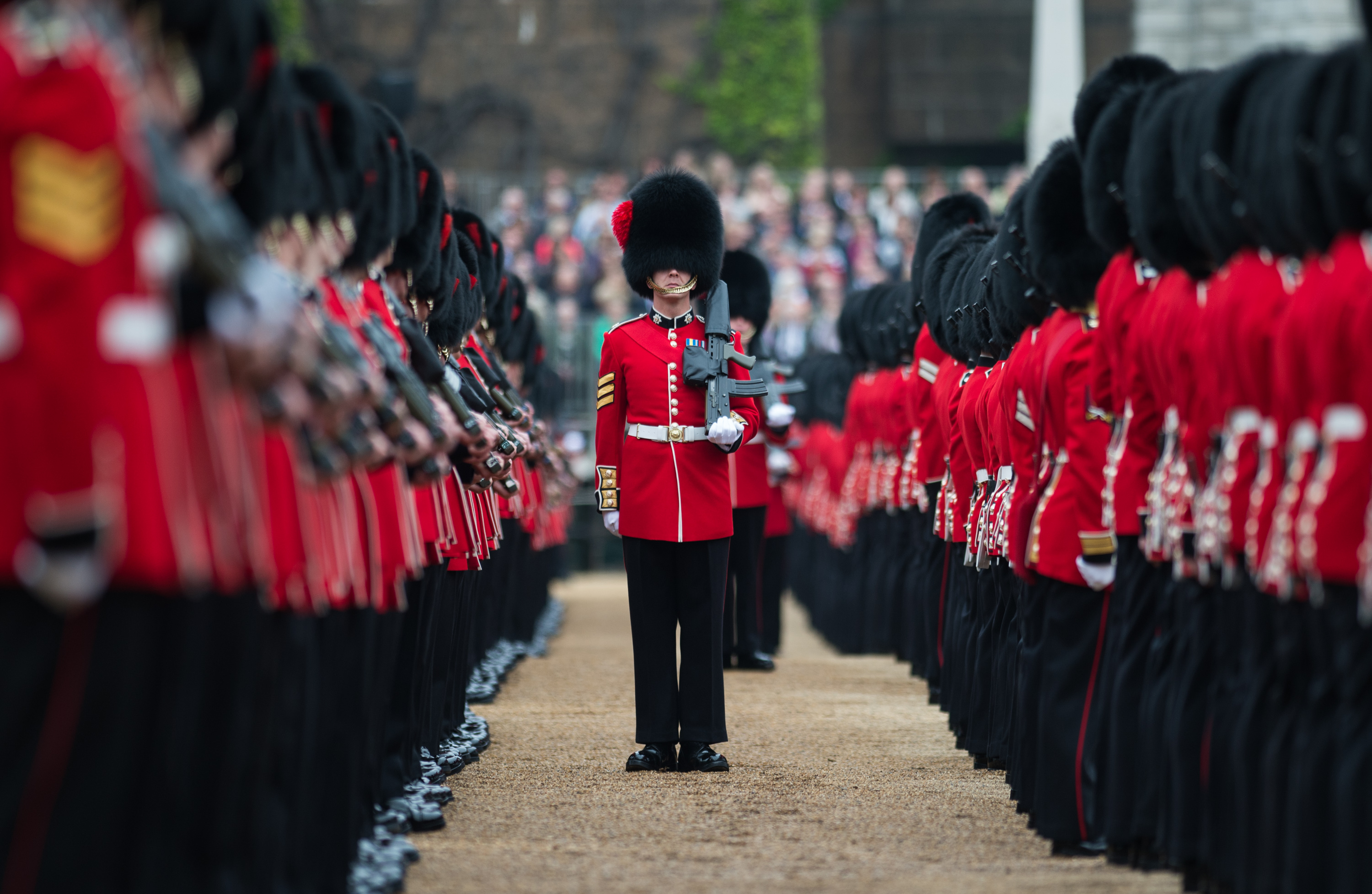
콜드스트림 경비대의 하사관이 투핑 더 컬러 의식 리허설 동안 대열 사이에서 연설을 하고 있다.

부사관(副士官, 영어: enlisted rank, non-commissioned officer, NCO(육군/공군/해병대), petty officer, PO(해군/해안경비대))은 군대 내 장교와 병 중간의 신분으로 병을 통솔, 전문적인 기술 및 지식을 겸비한 간부, 즉 직업 군인이다.
엄밀히 따지자면 장교 보다 병에 더 가까운 신분으로 부사관의 의미 자체가 병 생활을 오래 한 선임급 병을 의미한다. 따라서 부사관을 따로 선발하는 군대는 전 세계에서 대한민국 국군이 유일하며 나머지 군대에서는 전부 병에서부터 차근차근 진급해서 부사관이 된다.

## 대한민국의 부사관 제도
- 부사관은 하사, 중사, 상사, 원사로 나뉜다.
- 부사관 중에 전문 기술을 요하는 직위에 한하여 준위를 선발한다. 준위는 국군에는 미국과 다른 나라의 경우와 사실상 마찬가지로 준사관에 포함된다.
- 2001년 3월 27일 이전까지는 '하사관'으로 불렸다. 이어 2002년 9월 1일부터 하사의 "임용"이 "임관"으로 용어가 바뀌었다.

### 부사관 계급 명칭의 역사

#### 한국 전쟁 이전 모병제 (전시 징병제)시절
- 일제강점기 광복군은 '특무정사', '정사', '부사', '참사'가 각각 현재 계급인 '원사', '상사', '중사', '하사'에 대응된다.
- 8.15 광복 후 '국방경비대' 시절 미 군정청에 의해 미국 육군의 계급 체계를 수용하여, '하사'(현재 상등병/병장), '이등중사'(현재 하사), '일등중사'(현재 하사), '이등상사'(현재 중사), '일등상사'(현재 상사), '특무상사'(현재 원사) 등 6개 계급으로 결정하였다.

#### 1960년 이후
- 현재의 계급 체계 중 '원사'는 1994년 1월 5일부로 '일등상사'에서 개칭되었다.
- '일등상사' 1군은 1990년 5월에 신설되었다. 이전에는 주임상사라는 직책이 있었다.
  - 이 '주임상사'는 대대, 연대, 사단 등과 같은 단위 부대의 부사관(당시의 '하사관') 대표로서 고참 상사 중에 임명되었다.
- 1961년부터 1971년까지는 주임상사와 같은 원사에 대응되는 계급이 없었고 창군 이후 1961년 장면 정부의 감군 정책 이전까지 특무상사(현재 원사)가 존재했었다.

### 부사관 제도의 역사
- 창군 당시, 부사관은 현역병에서 선발, 사단 별 '하사관 교육대'에서 교육 후 하사로 임관하였다.
  - 주로 일등병(당시에는 상등병, 병장이 병이 아니었고, 부사관으로 하사, 중사에 해당되었다)에서 진급하여 충원하였으며, 대상은 중졸 이상이면 임용이 가능하였다.
  - 1961년 1군 하사관학교(강원도 원주시), 1966년 2군 하사관학교{전라북도 익산시(당시 여산군)}, 1973년 3군 하사관학교(경기도 가평군)가  창설되어 각 하사관학교에서 부사관(당시 하사관)을 임용함으로써 부사관을 획득하였다.
- 창군 당시 보병학교에서는 갑종과 을종으로 나눠서 동시에 교육 후 각각 임관시켰다. 차이라면 임관할 때의 신분으로서 갑종은 장교, 을종은 부사관이었다. 따라서 갑종 과정과 을종 과정은 교육 내용이 달랐다.
- 이와 같은 진급 충원제도는 1961년 장면 정부의 군 개혁 이전까지 계속되었다.
- 1962년 1월 10일에는 군인사법을 개정하여 "하사", "중사", "상사"의 3단계 계급운영과 45세까지 복무하는 연령 정년제도를 시행함으로써 비로소 부사관이 직업군인으로서 체계를 갖출 수 있었다.
  - 1967년 3월 1일에는 부사관 및 병을 대표하는 "주임상사"(현재의 원사)를 만들어 이들을 핵심으로 부사관단 임무를 수행하도록 지침을 제정하였다.
- 1977년 부사관 모집자격 기준이 학력 면에서 중졸이상에서 고졸 이상으로 상향 조정되었다.
- 1996년 10월 1일에 군인복제령이 개정되어 부사관 계급장 하단의 무궁화 좌우 잎이 달리는 형태로 변경되었다. (병장 계급장이 위치하였던 자리에 무궁화와 무궁화 잎을 배치함) 계급장 부착위치는 장교와 같이 옷 깃(종전에는 병과 같이 왼쪽가슴에 장착.)과 어깨 견장(야전상의로 종전에는 병과 같이 양 팔에 장착.)으로 다는 형태로 바뀌었다.
- 2002년 9월 1일부터 하사의 "임용"이 "임관"으로 용어가 바뀌었다.
- 2008년 1월, 노무현 대통령의 국방개혁2020에 의거하여 중기(2~3년) 복무 군인의 양성을 위하여, 징집병으로서의 복무와 부사관 복무를 병합한 전문하사제도가 탄생하였다.
- 2014년 3월 12일부터 원사 위에 현사 계급을 설치하려 하였으나 국회 논의 과정에서 명칭에 문제가 제기되어 2015년 2월에 명칭을 선임원사로 잠정 확정하였다. 그러나 2021년까지 법적인 개정 절차를 밟지 못하고 있다.
- 2016년 2월 23일에 군인복제령이 개정되어 부사관 계급장 하단의 무궁화 좌우 잎이 각각 2개에서 3개로 변경되었다. (중앙의 무궁화와 좌우 무궁화 잎 부분이 장교 계급장과 동일한 형태로 개정됨)

### 부사관 양성과정
가. 1960년대의 부사관제
1960년대에 들어와서 그 모집방식이 세분화되던 하사관 양성은 1962년 제1군 하사관학교가 창설되면서
일반 및 장기 하사관의 분대장요원을 양성하여 배출하게 되었다. 그리고 기타는 진급으로 충당했으며,
그후 1971년까지는 진급 임용과 하사관학교 양성을 병행했다.
나. 1970년대의 부사관제
1968년부터 1970년까지는 제2군사령부 주관하에 장학생, 소년병, 현역차출 등으로 하사관을 획득하다가
1972년부터는 하사관 모집을 확대하여 신병교육 6주 이수 후에 적격자를 선발했다.
1973년부터 1975년까지는 입 소장병 중에서 하사관을 선발하였으며, 1976년 이후에는 분대장요원을 별도 징집했다.
특히,1976년에는 정예기술하사관 육성계획에 따라 금오공고 학군하사관(RNTC)이 최초로 임용되었다.
그 이듬해에는 하사관 모집자격 기준을 중졸에서 고졸 이상으로 상향조정하여 하사관의 자질향상을 기했다.
다. 1980년대의 부사관제
1981년에는 하사관 복무 구분을 설정하여 단기 하사관은 일반복무 하사관으로
그리고 장기복무 하사관은 단기복무 하사관과 장기복무 하사관으로 구분하였으며,
장기복무 하사관은 중사에서 지원토록 하고 기술행정병과 일반하사 양성을 중지하는 대신
일반하사 직위(는 병장으로 대치하여 운영하다가 사단 자체에서 양성하도록 변경했다.
1980년부터 1993년까지 상병, 병장급 차출을 통한 일반하사 운영 후 폐지되었음.

### 본인의 지원에 의하지 않고 임용된 부사관
- '본인의 지원에 의하지 않고 임용된 부사관'을 '준 부사관'이라고 한다.
  - 일반하사는 부사관이 직업군인으로서 자리잡은 후에도 여전히 자대에 배치된 후 1년 정도 지난 징집병(주로 일병이나 상병)을 지원에 의하지 않고 선발한 후 당시 하사관 학교에서 6개월 교육 후 하사로 임용하였다.
  - 이들의 복무기간은 육군 징집병과 같은 2년 6개월이었고, 대부분의 인사체계에서 병과 같은 취급을 받았다. 즉, "일반하사 이하 병"이라고 부를 정도로 일반하사는 부사관 계급장을 단 병과 같이 취급을 받았던 것이다.
  - 하지만, 대한민국 육군 병력감축에 의한 인력 부족을 해결하기 위한 차선책으로 필요악이었다고 보인다.
- 1994년 이후 병 중 차출되어 임용된 '일반하사'는 폐지되었으나, 전시의 경우 예비역 병장과 보충역, 제2국민역 중 임용하므로 공무원 봉급표 상 여전히 존재한다.[1]
  - 이들의 월 기본급은 병장의 2배 정도이다.
- 1994년 이후 '일반하사' 제도가 폐지된 이후, 일등병 이상의 병 중 일부를 분대장으로 임명하여, 부족한 하사 수요를 감당하였다.
- 1996년에 계급장도 종전 병장 계급장 위 갈매기(∨) 형태에서 현재의 형태로 바뀌었다. '하사관'은 2001년부터 '부사관'으로 명칭이 바뀌었다.
- 한편 일반적인 부사관의 경우 임관 즉시 신분은 병이 아닌 부사관으로 바뀌며, 최소 의무 복무기간은 부사관학교 훈련 후 임관일부터 4년이다.

### 잘못 일컬어지는 사례
- 흔히 일반에서 징집병을 일컫는 '사병'이란 단어는 '병사'로 고쳐부르도록 순화되었다. 이후 '용사'로 고쳐부르자는 의견이 개진된 적도 있었다고 한다.
- 그 배경을 살펴보면 본래 사병은 병과 하사관을 포함하는 용어였는데, 이는 미군의 영향으로서 미군도 enlisted man에 NCO가 포함된다. 그러던 것을 1994년 군인사법 개정에서 부사관의 처후개선 목적으로 사병이란 단어를 폐지하고 하사관을 '부사관'으로 병을  '병사' 로 고쳐 부르도록 하였다. 사병(士兵)이 개인 병사를 의미하는 사병(私兵)이라는 단어를 연상하기 때문이다.

## 외국의 부사관 제도
- 대한민국을 제외한 국가에서는 부사관을 별도로 모병하지 않고 병사로 복무중 진급하게 되어있다. 다만 미군의 경우 기술병과에 한하여 대학에서 80학점 이상 이수한 경우, 별도의 선발 절차를 거쳐 스페셜리스트/상병으로 입대할 수 있다. 따라서 하사 Sergeant정도만 되어도 일반적으로 군대에서 10년 이상 복무한 것이 된다. 그러나 대한민국은 전 세계에서 유일하게 부사관을 별도로 모병하며, 부사관을 따로 선발하는 제도를 보조적으로 두고 있다.

- 미군은  E-1 PVT 프라이빗/훈련병, E-2 PV2 프라이빗/이병, E-3 PFC 프라이빗퍼스트클라스/일병, E-4 스페셜리스트 or 코퍼럴 상병까지 병사/ENLISTED MAN이며,  E-5 써전/병장부터  NonCommisionedOfficer 부사관으로 분류한다. 특이한 점은 E-4 코퍼럴/상병은 Junior NCO/준부사관이라 하여 병사에도 속하고 부사관에도 속한다.

- 영국군의 병사는 특이하게  PRIVATE 한 계급만 있다. 프라이빗으로 4년가량 복무하면 교육을 거쳐  LANCE CORPORAL로 진급하며 4명을 지휘하는 조장이 된다. LANCE CORPORAL로 6~8년 복무후 능력에 따라 CORPORAL로 진급할 기회가 주어지며 분대장을 맡게 된다. SERGEANT하사는 12년 복무후 능력에 따라 진급하며 부소대장으로 장교를 보좌한다. STAFF SERGEANT는 행보관에 해당한다. 그 다음 계급은 준위로서 STAFF SERGEANT이 부사관의 최고 계급이다.

- 유럽의 군대에서 부사관은 상사에 도달하면 소대장을 하게 되어 있다. 다만 중대의 모든 소대장이 전원 부사관인 것은 아니다. 각 중대 1소대장만 중위이며, 나머지 소대장을 상사가 담당한다.

## 같이 보기
- 군사 계급